# Yuri Herrera

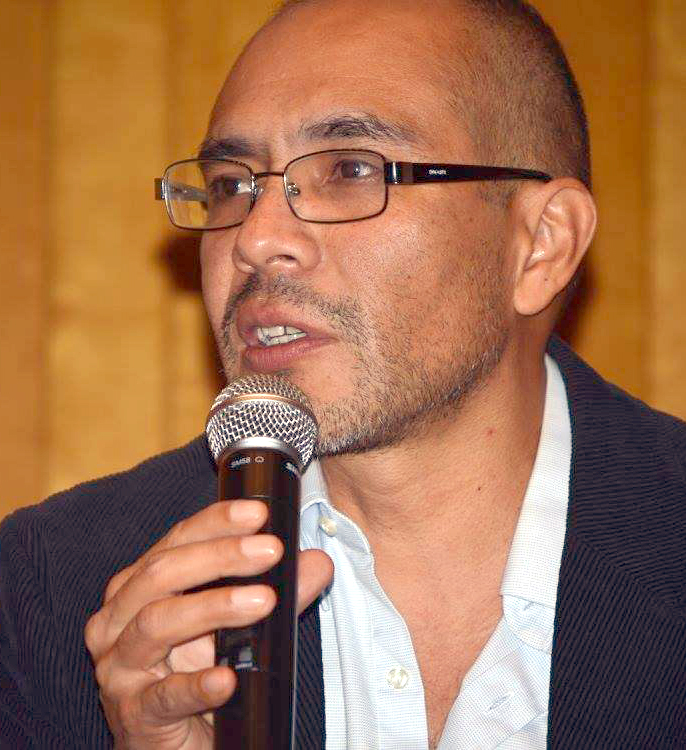
Yuri Herrera (2015)

Yuri Herrera (geboren 1970 in Actopan, Hidalgo) ist ein mexikanischer Schriftsteller.

## Leben und Schaffen
Yuri Herrera studierte Politikwissenschaft an der Nationalen Autonomen Universität von Mexiko (UNAM) in Mexiko-Stadt (B.A., 1997), Kreatives Schreiben an der University of Texas El Paso (MFA, 2003) und wurde 2009 an der University of California at Berkeley in hispanischer Sprache und Literatur promoviert. Herrera arbeitete als Gastprofessor für Lateinamerikanische Literatur an der Universidad Iberoamericana, an der University of North Carolina at Charlotte und an der Tulane University in New Orleans. Er veröffentlichte Geschichten, Reportagen und Aufsätze in den Tageszeitungen El País, Reforma und La Jornada, sowie in Zeitschriften wie El Malpensante, Letras Libres und El Comité 1973. Herrera war Gründer und Herausgeber der Literaturzeitschrift El perro. Für seinen ersten Roman Trabajos del reino (Abgesang des Königs) wurde er 2003 mit dem mexikanisch-amerikanischen Preis „Premio Binacional de Novela Joven“ und 2009 mit dem Preis „Otras Voces, Otros ámbitos“ ausgezeichnet.
Gerade in Mexiko gebe es eine Reihe von Modellen, sich mit den schweren Verwerfungen und Rissen in der Gesellschaft zu befassen, so Herrera in einem Vortrag im August 2013. Es werde Geschichte kritisiert und die Zukunft in einer anderen Weise gestaltet. Jedes literarische Werk nehme – wie jedes Kunstwerk allgemein – eine Position ein, die eine bestimmte politische Haltung impliziere, zum Beispiel in der Art, wie sie mit einem bestimmten Zeitgeist Gefühle zum Ausdruck bringe. Literatur finde für ihre Haltung eine andere Sprache als Soziologie oder Journalismus. Sie entscheide auf je neue Art und Weise, was sie als Normalität darstellen wolle und wie. Vor allem Literatur, die als politisch empfunden wird, schaffe einen spezifischen Raum, in dem gänzlich neue Themen formuliert werden, um die Realität mit anderen Augen zu betrachten. Sie schaffe Möglichkeiten, um Experimentelles und soziale Kritik miteinander zu verbinden.
Herrera zog schon mit seinem ersten Roman die Aufmerksamkeit der mexikanischen Literaturkritik, vornehmlich von Elena Poniatowska, auf sich. Nach Auffassung von Edmundo Paz Soldán geht es Herrera darum, das Verhältnis von Kunst und Gewalt zu zeigen, weil die Kunst nicht autonom ist, sondern im Vergleich zu Journalismus die spezifische Funktion hat, bestimmte Einsichten über Lebensbedingungen (condición humana) mit fiktionalen Mitteln zum Ausdruck zu bringen. Herrera reflektiert darüber, welchen Ort die Kunst in einer Gesellschaft einnimmt, die dominiert wird von Drogenhandel und den damit verbundenen Werten. Herreras Prosawerke böten eine gelungene Verschmelzung von Stoff und Machart, so Eberhard Geisler in seiner Besprechung von Der König, die Sonne, der Tod. Mexikanische Trilogie in der Neuen Zürcher Zeitung im September 2014. Sie thematisierten die gegenwärtige „raue Wirklichkeit des Landes und die alltägliche Gewalt der Gesellschaft“, über die er nüchtern und ohne Verklärung erzähle. Geisler gelangt zu dem Eindruck, dass der Autor sich seiner sprachlichen Mittel sehr bewusst ist: Wenn den Figuren Schritt für Schritt gefolgt wird, mit einem tastenden Lichtkegel aus kurzen Sätzen, in denen Gedanken wiedergegeben werden, übernehme die Sprache die Führung. 2016 wurde Herrera mit dem Anna Seghers-Preis ausgezeichnet.

## Werke

### Romane und Erzählungen
- Trabajos del reino. CONACULTA, Mexico D.F. 2004, ISBN 970-35-0506-6; digitale Ausgabe (2003) 
  - Abgesang des Königs. Roman. Aus dem Spanischen von Susanne Lange. S.Fischer, Frankfurt am Main 2011, ISBN 978-3-10-033402-2
- Señales que precederán al fin del mundo. Periférica, Cáceres 2009, ISBN 978-84-936926-9-8
- Aztlán, D.C. (cuento) (Erzählung), in: Letras libres, Nr. 139, Juli 2010
- La transmigración de los cuerpos. Periférica, Cáceres 2013, ISBN 978-84-92865-69-7
  - Der König, die Sonne, der Tod. Mexikanische Trilogie. Aus dem Spanischen von Susanne Lange. S.Fischer, Frankfurt am Main 2014, ISBN 978-3-10-002255-4 [Besteht aus Abgesang des Königs und den zwei weiteren bisher erschienenen Romanen]
- La Estacion Del Pantan. Batisfaco, 2024

### Weitere (Auswahl)
- Literatura política y reconstrucción narrativa ; II Encuentro Internacional Telecápita. Colapso y reconstrucción: ¿Podemos inventar un mañana? (Vortrag, mp3, 13 Minuten), Universidad Nacional Autónoma de México, Facultad de Filosofía y Letras, Secretaría Académica, 16. August 2013.
- Zusammen mit Claudio Flores Thomas: Medios y democracia: tiempos de híbridos, in: Razón y palabra, Nr. 17, 2000.

## Rezensionen
- Eduardo Antonio Parra: Trabajos del reino de Yuri Herrera (Rezension von Abgesang des Königs), in: Letras libres, Nr. 81, September 2005
- Pedro Donoso: „Homero vuelve a México“ (Rezension von Abgesang des Königs), in: Revista de libros de la Fundación Caja Madrid, Nr. 144, Dezember 2008, S. 49–50.
- Leopold Federmair: Narcopoesie. Ein Roman des Mexikaners Yuri Herrera (Rezension von Abgesang des Königs), Neue Zürcher Zeitung, 4. Juni 2011

## Forschungsliteratur
- Edmundo Paz Soldán: Literatura, lenguaje y narcoträfico en Mexico: los casos de Yuri Herrera y Elmer Mendoza, in: Ángel Esteban (Hrsg.): Narrativas latinoamericanas para el siglo XXI : nuevos enfoques y territorios. Inhaltsverzeichnis Olms, Hildesheim 2010, ISBN 978-3-487-14482-5, S. 123–133.
- Teresa García Díaz: El narco como telón de fondo. Fiesta en la madriguera, in: Amerika. Mémoires, identités, territoires, 31. März 2011 (Díaz vergleicht ein Werk von Juan Pablo Villalobos unter anderem mit Yuri Herreras' Los trabajos del reino)
- Sara Carini: El trabajo, al lector: nuevas formas de representación del poder en Trabajos del reino de Yuri Herrera (pdf), in: Ogigia: Revista electrónica de estudios hispánico 12 (2012), S. 45–57.
- Sara Carini: Identidades fronterizas a través del lenguaje en Trabajos del Reino y Señales que precederán al fin del mundo de Yuri Herrera (PDF; 256 kB), in: Revista Liberia, Heft 2, 2014, S. 1–24.
- Rafael Acosta Morales: Druglords, Cowboys, Desperadoes: Political Mythologies Of The Mexican-American Frontier, Dissertation Cornell University, upload 25. Mai 2014 Zusammenfassung